# Johann Gottlieb Schneider

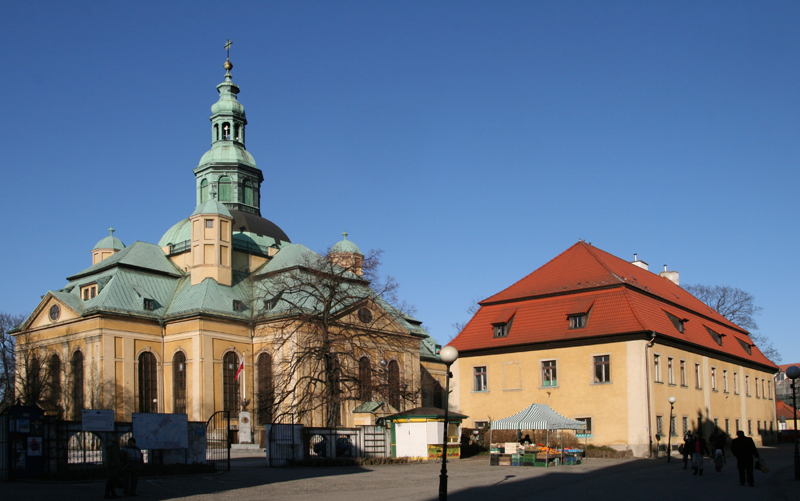
Letzte Wirkungsstätten von Johann Gottlieb Schneider: Gnadenkirche und Kantorhaus in Hirschberg

Johann Gottlieb Schneider (* 19. Juli 1797 in Alt-Gersdorf; † 4. August 1856 in Hirschberg) war ein deutscher Organist und Komponist.

## Leben
Johann Gottlieb Schneider wurde am 19. Juli 1797 in Alt-Gersdorf in der Oberlausitz als jüngster von drei Söhnen des Schullehrers und Organisten Johann Gottlob Schneider senior (1753–1840) geboren. Bei seinem Vater erhielt er ersten allgemeinbildenden Unterricht und Unterweisung im Instrumentalspiel (u. a. Klavier, Orgel, Violine, Violoncello und diverser Blasinstrumente).
Nachdem er das zehnte Lebensjahr erreicht hatte, besuchte er das Gymnasium in der Amtsstadt Zittau. Dort erhielt er eine intensive Musikausbildung durch den dortigen Organisten, der ihn insbesondere im Orgelspielen und Generalbass unterrichtete, während sich der Kantor Schönfeld Schneiders Gesangsausbildung widmete.
Nach Beendigung seiner Gymnasialausbildung in Zittau ging Johann Gottlieb Schneider nach Leipzig. Nachdem er an der dortigen Universität ein Jahr studiert hatte, ließ er sich zunächst als Musiklehrer in Bautzen nieder. Dort erreichte ihn 1817 die Berufung als Stadtorganist in Sorau. Hier wirkte er an der Herz-Jesu-Kirche.
1825 ging Schneider als Organist nach Hirschberg in Schlesien, wo er an der Kreuzerhöhungs- oder Gnadenkirche wirkte. 1856 starb er dort im Alter von 59 Jahren an Nervenfieber.
In der Bedeutung blieb er etwas hinter seinen beiden älteren Brüdern zurück, erwarb sich jedoch bleibende Verdienste um die Musikpflege in Schlesien. Ferner komponierte er einige Orgel- und Klavierwerke, die jedoch ungedruckt blieben und somit kaum Verbreitung fanden.